# Ifi Ude
Ifi Ude, właśc. Diana Ifeoma Ude (ur. 14 października 1986 w Enugu) – polsko-nigeryjska piosenkarka, kompozytorka i autorka tekstów, producentka muzyczna, pisarka i prezenterka telewizyjna. Półfinalistka trzeciej edycji programu Must Be the Music. Tylko muzyka.

## Życiorys
Jest córką Polki i Nigeryjczyka z ludu Ibo. Mając 3,5 roku, przyjechała do Polski, gdzie zamieszkała w Opolu w domu swojej babci. W 2005 przeprowadziła się do Warszawy, gdzie ukończyła kulturoznawstwo na Uniwersytecie Warszawskim. Debiut sceniczny zaliczyła podczas jam session w opolskim radiu, występując spontanicznie z zespołem Funkygor. Występowała z zespołami opolskimi (Funkygor, Funkcjonalni), krakowskim (City) i warszawskimi (Szekspir, Hormonogram, Long Long).
W 2012, wraz z artystami pochodzenia afrykańskiego mieszkającymi w Warszawie, wzięła udział w powstaniu trzech teledysków do nowo zaaranżowanych szlagierów warszawskich: „Nie masz cwaniaka nad warszawiaka”, „Warszawa da się lubić” i „Jak przygoda to tylko Warszawie”. Wiosną wzięła udział w trzeciej edycji programu Polsatu Must Be the Music. Tylko muzyka, w którym doszła do półfinału. W 2013 wydała debiutancki album studyjny, zatytułowany po prostu Ifi Ude. Otrzymała nominację do nagrody Fryderyka 2014 za „debiut roku”. W październiku wydała debiutancką książkę dla dzieci pt. „Zebra” (wyd. Poławiacze Pereł).
W lutym 2018 z utworem „Love Is Stronger” zakwalifikowała się do stawki finałowej krajowych eliminacji do 63. Konkursu Piosenki Eurowizji. 3 marca zajęła czwarte miejsce w finale selekcji. Wiosną wraz z Andrzejem Krzywym prowadziła program TVP1 Od Opola do Opola, przygotowywany przed 55. Krajowym Festiwalem Piosenki Polskiej w Opolu.

## Dyskografia
Albumy studyjne
- Ifi Ude (2013)
- Ludevo (2021)

Kompilacje
- 2013: Panny wyklęte[8]
- 2014: Panny wyklęte: wygnane vol. 1
- 2015: Panny wyklęte: wygnane vol. 2[9]

Single
- 2012: „My Baby Gone”, „Fala”
- 2013: „ArkTika”, „Miłościoszczelny”
- 2018: „Love is Stronger” „Wielkomiejski smutek”

## Publikacje
- 2013: Zebra (wyd. Poławiacze Pereł)[10]
- 2022: Zwierzogród. Wierzę w siebie - zmieniam świat [w:] 15 (u)ważnych opowieści (wyd. Wydawnictwo Olesiejuk)[11]